# Un milione di porte
Un milione di porte (A Million Open Doors) è un romanzo di fantascienza del 1992 di John Barnes.
Il romanzo, che nello stesso anno è stato finalista al Premio Nebula, è il primo della trilogia conosciuta come ciclo delle Mille culture (Thousand Cultures).

## Trama
La storia inizia nella città di Nou Occitan, sul pianeta Wilson. Il giovane Giraut Leones, cresciuto in una cultura costruita artificialmente sulla base della letteratura occitanica medievale, vive una vita fatta di romantici corteggiamenti e avventure cappa e spada insieme ad un gruppo di coetanei. Tuttavia, Giraut è chiamato a crescere più in fretta degli altri giovani di Nou Occitan, quando il suo amico Aimeric è chiamato sul pianeta Nansen per aiutare la cultura utopica di Caledonia in occasione dell'introduzione sul pianeta dello springer, un metodo di teletrasporto istantaneo. Giraut, che decide di seguire l'amico a causa di una delusione amorosa, si trova così coinvolto in un conflitto con le autorità di Caledonia, che temono che il loro potere venga usurpato. In queste vicende Giraut avrà modo di maturare, rendendosi conto dell'artificiosità della sua vita precedente, e vedrà la sua esistenza prendere direzioni inattese.

## Personaggi
- Giraut - giovane spadaccino di Nou Occitan, costretto a crescere improvvisamente, quando si trova coinvolto in complicate lotte di potere sul pianeta Caledonia
- Garsenda - ex ragazza di Giraut a Nou Occitan
- Aimeric - amico di Giraut originario di Caledonia, esperto di economia e ambasciatore
- Bieris - compagna di Aimeric, che lo segue su Nansen
- Bruce - amico di infanzia di Aimeric su Nansen, accoglie lui e Giraut al loro arrivo sul pianeta
- Margaret - giovane donna di Caledonia, che diventa sempre più importante nella vita di Giraut

## Rilevanza letteraria
Nel romanzo sono presenti ampi riferimenti alla cultura occitana, sviluppatasi nelle corti della Provenza medievale. Tutti compagni di Giraut su Nou Occitan hanno nomi di famosi trovatori provenzali e nei dialoghi vengono utilizzati termini ed espressioni in lingua occitana.
Il testo viene generalmente interpretato come una rappresentazione degli effetti della globalizzazione (rappresentata dall'arrivo dello springer, che mette in comunicazione fra loro società che da secoli vivevano isolate, integrandole nell'economia delle Mille Culture) su culture particolaristiche, con i possibili effetti negativi che ne derivano, sia a livello di destabilizzazione, sia a livello di perdita delle specificità culturali.

## Altri romanzi del ciclo delle Mille culture
- Earth Made of Glass (1998)
- Merchants of Souls (2001)
- The Armies of Memory (2006)

## Edizioni
- John Barnes, A Million Open Doors, Tor Books, 1992,  p. 315, ISBN 0-312-85210-X.
- John Barnes, Un milione di porte, collana Urania n° 1355, Arnoldo Mondadori Editore, 1999.